# Alexander Bay (Sudáfrica)
Alexander Bay (afrikáans: Alexanderbaai) es una ciudad del noroeste de Sudáfrica. Se encuentra en el banco sur del río Orange. Recibe el nombre de James Alexander, la primera persona en cartografiar la zona durante una expedición a Namibia de la Royal Geographical Society en 1836. Alexander es erróneamente considerado por muchos como el primero en establecer la minería comercial de cobre en la zona. Debido al descubrimiento de diamantes a lo largo de la costa occidental en 1925, Alexander Bay fue fundada para servir a la industria minera.
Antiguamente, la ciudad estaba en una zona de alta seguridad y para acceder a ella se necesitaba un permiso. Hoy sólo es preciso usar el pasaporte para pasar por los puestos de control de seguridad. Actualmente es un destino turístico con acceso al Parque nacional de Richterveld, patrimonio de la humanidad.
La ciudad de Oranjemund se encuentra en la ribera norte del río Orange, que forma la frontera con Namibia.

## Clima
| Parámetros climáticos promedio de Alexander Bay (1961−1990) | Parámetros climáticos promedio de Alexander Bay (1961−1990) | Parámetros climáticos promedio de Alexander Bay (1961−1990) | Parámetros climáticos promedio de Alexander Bay (1961−1990) | Parámetros climáticos promedio de Alexander Bay (1961−1990) | Parámetros climáticos promedio de Alexander Bay (1961−1990) | Parámetros climáticos promedio de Alexander Bay (1961−1990) | Parámetros climáticos promedio de Alexander Bay (1961−1990) | Parámetros climáticos promedio de Alexander Bay (1961−1990) | Parámetros climáticos promedio de Alexander Bay (1961−1990) | Parámetros climáticos promedio de Alexander Bay (1961−1990) | Parámetros climáticos promedio de Alexander Bay (1961−1990) | Parámetros climáticos promedio de Alexander Bay (1961−1990) | Parámetros climáticos promedio de Alexander Bay (1961−1990) |
| Mes                                                         | Ene.                                                        | Feb.                                                        | Mar.                                                        | Abr.                                                        | May.                                                        | Jun.                                                        | Jul.                                                        | Ago.                                                        | Sep.                                                        | Oct.                                                        | Nov.                                                        | Dic.                                                        | Anual                                                       |
| ----------------------------------------------------------- | ----------------------------------------------------------- | ----------------------------------------------------------- | ----------------------------------------------------------- | ----------------------------------------------------------- | ----------------------------------------------------------- | ----------------------------------------------------------- | ----------------------------------------------------------- | ----------------------------------------------------------- | ----------------------------------------------------------- | ----------------------------------------------------------- | ----------------------------------------------------------- | ----------------------------------------------------------- | ----------------------------------------------------------- |
| Temp. máx. abs. (°C)                                        | 41.9                                                        | 35.1                                                        | 42.0                                                        | 41.3                                                        | 36.8                                                        | 33.4                                                        | 33.5                                                        | 36.1                                                        | 41.0                                                        | 39.5                                                        | 42.1                                                        | 39.1                                                        | 42.1                                                        |
| Temp. máx. media (°C)                                       | 24.3                                                        | 24.0                                                        | 24.3                                                        | 23.5                                                        | 22.9                                                        | 21.5                                                        | 20.6                                                        | 20.1                                                        | 20.6                                                        | 21.5                                                        | 22.7                                                        | 23.4                                                        | 22.5                                                        |
| Temp. media (°C)                                            | 19.1                                                        | 18.8                                                        | 18.3                                                        | 17.0                                                        | 15.7                                                        | 14.8                                                        | 13.8                                                        | 13.7                                                        | 14.5                                                        | 15.7                                                        | 17.1                                                        | 18.2                                                        | 16.4                                                        |
| Temp. mín. media (°C)                                       | 15.1                                                        | 15.1                                                        | 14.2                                                        | 12.5                                                        | 10.6                                                        | 9.9                                                         | 8.7                                                         | 8.9                                                         | 9.9                                                         | 11.3                                                        | 12.9                                                        | 14.2                                                        | 11.9                                                        |
| Temp. mín. abs. (°C)                                        | 10.5                                                        | 8.7                                                         | 8.1                                                         | 5.7                                                         | 4.6                                                         | 1.9                                                         | 2.6                                                         | 2.3                                                         | 3.7                                                         | 5.8                                                         | 7.6                                                         | 8.6                                                         | 1.9                                                         |
| Lluvias (mm)                                                | 1                                                           | 2                                                           | 2                                                           | 4                                                           | 4                                                           | 8                                                           | 5                                                           | 6                                                           | 3                                                           | 0                                                           | 0                                                           | 2                                                           | 37                                                          |
| Días de lluvias (≥ 1.0 mm)                                  | 0                                                           | 0                                                           | 1                                                           | 1                                                           | 1                                                           | 2                                                           | 2                                                           | 2                                                           | 1                                                           | 1                                                           | 0                                                           | 0                                                           | 11                                                          |
| Horas de sol                                                | 325.5                                                       | 273.8                                                       | 282.1                                                       | 255.0                                                       | 260.1                                                       | 234.9                                                       | 244.6                                                       | 258.2                                                       | 257.7                                                       | 287.4                                                       | 309.6                                                       | 319.9                                                       | 3308.8                                                      |
| Humedad relativa (%)                                        | 77                                                          | 79                                                          | 78                                                          | 78                                                          | 73                                                          | 70                                                          | 73                                                          | 75                                                          | 75                                                          | 75                                                          | 75                                                          | 77                                                          | 75                                                          |
| Fuente: NOAA                                                |                                                             |                                                             |                                                             |                                                             |                                                             |                                                             |                                                             |                                                             |                                                             |                                                             |                                                             |                                                             |                                                             |

| Climograma de Alexander Bay | Climograma de Alexander Bay | Climograma de Alexander Bay | Climograma de Alexander Bay | Climograma de Alexander Bay | Climograma de Alexander Bay | Climograma de Alexander Bay | Climograma de Alexander Bay | Climograma de Alexander Bay | Climograma de Alexander Bay | Climograma de Alexander Bay | Climograma de Alexander Bay |
| --- | --------------------------- | --------------------------- | --------------------------- | --------------------------- | --------------------------- | --------------------------- | --------------------------- | --------------------------- | --------------------------- | --------------------------- | --------------------------- |
| E | F                           | M                           | A                           | M                           | J                           | J                           | A                           | S                           | O                           | N                           | D                           |
| 0 28 15 | 0 27 15                     | 0 27 14                     | 2 26 12                     | 3 24 10                     | 6 22 9                      | 3 21 8                      | 3 21 8                      | 1 23 9                      | 2 24 10                     | 0 26 13                     | 0 26 14                     |
| temperaturas en °C • totales de precipitación en mm fuente: SA Explorer |                             |                             |                             |                             |                             |                             |                             |                             |                             |                             |                             |
| Conversión sistema imperial\| E \| F \| M \| A \| M \| J \| J \| A \| S \| O \| N \| D \| \| 0 82 59 \| 0 81 59 \| 0 81 57 \| 0.1 79 54 \| 0.1 75 50 \| 0.2 72 48 \| 0.1 70 46 \| 0.1 70 46 \| 0 73 48 \| 0.1 75 50 \| 0 79 55 \| 0 79 57 \| \| temperaturas en °F • totales de precipitación en pulgadas \| \| \| \| \| \| \| \| \| \| \| \| |                             |                             |                             |                             |                             |                             |                             |                             |                             |                             |                             |
| E | F                           | M                           | A                           | M                           | J                           | J                           | A                           | S                           | O                           | N                           | D                           |
| 0 82 59 | 0 81 59                     | 0 81 57                     | 0.1 79 54                   | 0.1 75 50                   | 0.2 72 48                   | 0.1 70 46                   | 0.1 70 46                   | 0 73 48                     | 0.1 75 50                   | 0 79 55                     | 0 79 57                     |
| temperaturas en °F • totales de precipitación en pulgadas |                             |                             |                             |                             |                             |                             |                             |                             |                             |                             |                             |

## Demografía
Según datos del censo del año 2011, la población estaba compuesta por negros 9.7%, mestizos 74.7%, asiáticos/indios 0.1%, blancos 15.2% y otos un 0.2%. El idioma más hablado es el afrikáans con un 92.7%. También se habla xhosa 2.6% e inglés	1.5%.